# Raketni nahrbtnik
Raketni nahrbtnik, znan tudi pod angleškimi izrazi jet pack in rocket pack, je naprava za letenje, ki jo nosi pilot na hrbtu. Obstaja več različnih tip glede na pogon in izvedbo. Vzgon proizvaja reaktivni ali raketni motor, lahko tudi curek vode pri hidro jetpacku. Po navadi so samo za enega pilota.
Koncept se je prvič pojavil v znanstveni fantastiki v 1920ih, v 1960. pa so z napredkom tehnologije postali popularni. V praksi jih največkrat uporabljajo astronavti v vesolju, kjer so se izkazali kot zelo učinkoviti, poleti lahko zaradi odsotnosti gravitacije trajajo več ur, medtem ko so poleti z njimi na Zemlji zaradi majhne kapacitete goriva zelo kratki (okrog minute), tako da niso praktičen način transporta.

## Zgodovina
Prvi raketni nahrbtnik je razvil leta 1919 ruski inženir Aleksander Fjodorovič Andrejev. Za gorivo je uporabljal metan in kisik kot oksidant. Dobil je patent, vendar ni znano, ali ga je zgradil in preskusil.
Leta 1958 sta Garry Burdett in Alexander Bohr, oba inženirja pri Thiokol, zgradila Jump Belt, ki sta ga poimenovala Project Grasshopper. Potisk je zagotavljal visoko stisnjen dušik. Dve majhni šobi sta bili usmerjeni navzdol, ko se je pilot nagnil naprej, je lahko dosegel hitrost 45-50 km/h. Pozneje sta Burdett in Bohr preskušala verzijo s vodikovim peroksidom. Ker nista dobila finančne podpore, sta projekt prekinila.
Leta 1959 je podjetje Aerojet General Corporation dobilo pogodbo Ameriške kopenske vojske za razvoj raketnega nahrbtnika. Leta 1960 je Richard Peoples prvič poletel s svojim Aeropackom, ki je bil povezan s kablom. Istega leta je podjetje Bell predstavilo javnosti Rocketbelt. Pogon je zagotavljal raketni motor na vodikov peroksid, možnost pa sta bila tudi reaktivni pogon in pogon na stisnjen dušik.
Ameriška vojska kljub majhnim sposobnostim ni izgubila zanimanja. Uporabljala naj bi jih za izvidništvo, preskakovanje ovir, kot so minska polja, amfibično delovanje in drugo. Konceptu so dali ime »Small Rocket Lift Device« - SRLD.
Aerojet je sklenil, da je motor na vodikov peroksid najbolj obetaven.